# Orden del Mérito de la Casa Real Portuguesa
La Orden del Mérito de la Casa Real Portuguesa (en portugués: Ordem do Mérito da Casa Real Portuguesa u Ordem do Mérito da Causa Monárquica) es una orden dinástica de caballería la cual es otorgada por servicios extraordinarios prestados a la Casa Real portuguesa y por Mérito destacado en la Causa Monárquica.
La Orden también confirió la Medalla de dedicación a la Causa Monárquica, la Medalla de la Juventud de dedicación a la Causa Monárquica y la Medalla de la Juventud de Fidelidad, aunque éstas se encuentran actualmente suprimidas mediante una reforma llevada a cabo por el Gran Maestre.
El Patrón Real es el Jefe de la Casa Real portuguesa. El Canciller de la Orden es el Dr. José António da Cunha Coutinho, Barón de Nossa Senhora da Oliveira.

## Historia y grados
La Orden fue fundada por decreto de 12 de abril de 1993 por Eduardo Pío, Duque de Braganza. como una forma de recompensar los servicios extraordinarios prestados a la Causa Monárquica Portuguesa y por el mérito excepcional en la Causa Monárquica entre 1973 y 1993.
La Orden confiere los siguientes rangos tradicionales de Caballería a los Caballeros y Damas de la Casa Real Portuguesa de Braganza, a saber:
- Gran collar
- Gran Cruz
- Comandante
- Caballero/Dama
- Medalla de honor

## Lista de caballeros
- 1993: Duarte Pío, duque de Braganza
- 2016: Yuhi VI, Príncipe de Ruanda [5]
- 2016: Kigeli V, Rey de Ruanda [6]
- 2016: Príncipe Osman Rifat Ibrahim Príncipe de Egipto y Príncipe en Turquía[7]
- 2016: Príncipe Davit Bagrationi de Georgia [8]
- 2018: Baron Angelo Musa
- 2020: Marek Vareka [9]
- 2022: Embajador Darío Item [10]
- 2024: Billy Chan [11]